# Mun Szonmjong
Mun Szonmjong (hangul: 문선명, RR: Mun Seon-myeong), született Mun Jongmjong (hangul: 문용명, RR: Mun Yong-myeong) (1920. január 6. – 2012. szeptember 3.) koreai vallási vezető volt. Az Egyesítő mozgalom alapítója (akit követői a visszatért Messiásnak tartanak és feleségével Han Hakcsával „Igaz Szülőknek” neveznek), szélesebb körben tömeges esküvők szervezőjeként lett ismert.
Mun a japán megszállás alatt lévő Koreában, a jelenlegi Észak-Korea területén született. Gyermekkorában vette fel családjával a keresztény hitet. Fiatalon többször tartóztatták le rövidebb időszakokra kommunistaellenes tevékenységei miatt. Phenjanban, a koreai kereszténység központjában próbált közösséget gyűjteni, de 1947-ben az észak-koreai kormány 5 év kényszermunkára ítélte kémkedés vádjával. 1950-ben szabadult, amikor az ENSZ csapatok Douglas MacArthur vezetésével felszabadították a hungnami haláltábort.
Délre menekült, majd 1954-ben Szöulban alapította meg "Szentlélek Társasága a Világ Kereszténységének Egyesítéséért" nevű egyházát, közismertebb nevén az Egyesítő Egyházat. A Biblia egyedi értelmezésén alapuló konzervatív, erősen családközpontú tanítását Isteni Alapelv címmel tette közzé. Tanításainak központi elemeként a demokrácia és a kommunizmus közötti hidegháborút az Isten és Sátán közötti végső küzdelemként hirdette, melynek a kettéosztott Korea áll a frontvonalában. Antikommunistaként és Észak- és Dél-Korea egyesítésének élharcosaként mindkét országban kormányszintű elismertséget szerzett.
1971-ben Amerikába költözött, ahol leginkább a hitvallásán alapuló rendszeres nyilvános beszédei miatt ismerték meg. 1982-ben az amerikai kormány szándékos adócsalás vádjával 18 hónap börtönre ítélte. 13 hónapot töltött Danbury börtönben. A per és bebörtönzése ideje alatt családja és követői széleskörű kampányt folytattak, melynek hatására számos lelkész és politikus szólalt fel nyilvánosan a per ellen és írt alá petíciót.
Munt vallási vezetőként gyakran azért kritizálták, mert túl sokat követelt egyházának tagjaitól. A tömeges esküvői szertartások is a bírálat tárgyát képezték,[forrás?] különösen amikor azokon más vallásúak is részt vettek, például a római katolikus Emmanuel Milingo érsek.[forrás?] Gyakran támadták ellentmondásos politikai és vallási kapcsolatai miatt, például Richard Nixon, George H. W. Bush és George W. Bush volt amerikai elnökökkel, Mihail Szergejevics Gorbacsov volt szovjet elnökkel, Kim Ir Szen volt észak-koreai elnökkel, vagy Louis Farrakhan afro-amerikai muzulmán vezetővel.[forrás?]

## Korai évek
Mun Szonmjong az 1940-es években változtatta meg nevét a Japán megszállás alatt lévő Koreai-félszigeten. A mai Észak-Korea területén született egy nyolcgyermekes földműves család második fiúgyermekeként. A konfucianizmust követő család Mun 10 éves kora körül vette fel a kereszténységet és csatlakozott a Presbiteriánus Egyházhoz. 1941-ben a neves japán Vaszeda Egyetemhez kapcsolódó műszaki középiskolában kezdte tanulmányait. Ebben az időszakban a koreai függetlenségi mozgalomban a kommunista párt tagjaival is együttműködött a megszálló japán birodalom ellen. 1943-ban visszatért Koreába és 1943 novemberében feleségül vette Cshö Szonggil (choi Seon-gil)t (최선길)(más forrás 1944-et említ). 1946. április 2-án megszületett fiuk, Mun Szongdzsin (Mun Seong-jin). Mun 1946-ban családját Szöulban hagyva Észak-Koreába, Phenjanba ment, hogy hittételeit kezdje tanítani. Japán kapitulációját követően a Koreai-félsziget északi részét szovjet, déli részét amerikai csapatok szállták meg, és 1945-ben a 38. szélességi fok mentén felosztották az országot. 1948-ig a koreai kereszténység központja a 20. század elejétől „kelet Jeruzsáleme” becenéven is ismert Phenjan volt. Már 1945 után üldözni kezdték a különböző vallásokat, hamarosan 166 papot (pl. Hong Jongho (Hong Yong-ho) Francist) és egyéb vallási vezetőt végeztek ki vagy tüntettek el koncentrációs táborokban. A délről érkező Munt 1947-ben kémkedés vádjával öt év kényszermunkára ítélték a Hungnam munkatáborban. Három évvel később a koreai háborúban az ENSZ-csapatok felszabadították a tábort. Mun Dél-Koreába, Puszanba menekült.

## Az Egyesítő Mozgalom megalapítása
A munkatáborban töltött évek után Mun még elszántabb antikommunista lett. Tanításainak központ elemeként a demokrácia és a kommunizmus közötti hidegháborút az Isten és Sátán közötti végső küzdelemként hirdette, melynek a kettéosztott Korea áll a frontvonalában. Életrajza szerint Puszanba menekülése után kezdte papírra vetni tanításait és követőket gyűjteni maga köré, majd 1954-ben "Szentlélek Társasága a Világ Kereszténységének Egyesítéséért" névvel Szöulban alapította meg egyházát. 1955-ben Cshö elvált Muntól, mert nem vállalta fel a misszióval járó terheket.
Tanítása különösen a szöuli protestáns egyetemekről vonzott fiatalokat, az egyházak ellenállását és támadásait váltva ki, később országszerte misszionáriusokat küldtek ki téríteni. 1957-ben 116 koreai városba küldött tagokat. Nemzetközi terjeszkedésük Japánnal indult 1958-ban, majd az Egyesült Államokkal folytatódott 1959-ben, később onnan érkeztek Európába is az első misszionáriusaik.

## Teológiája

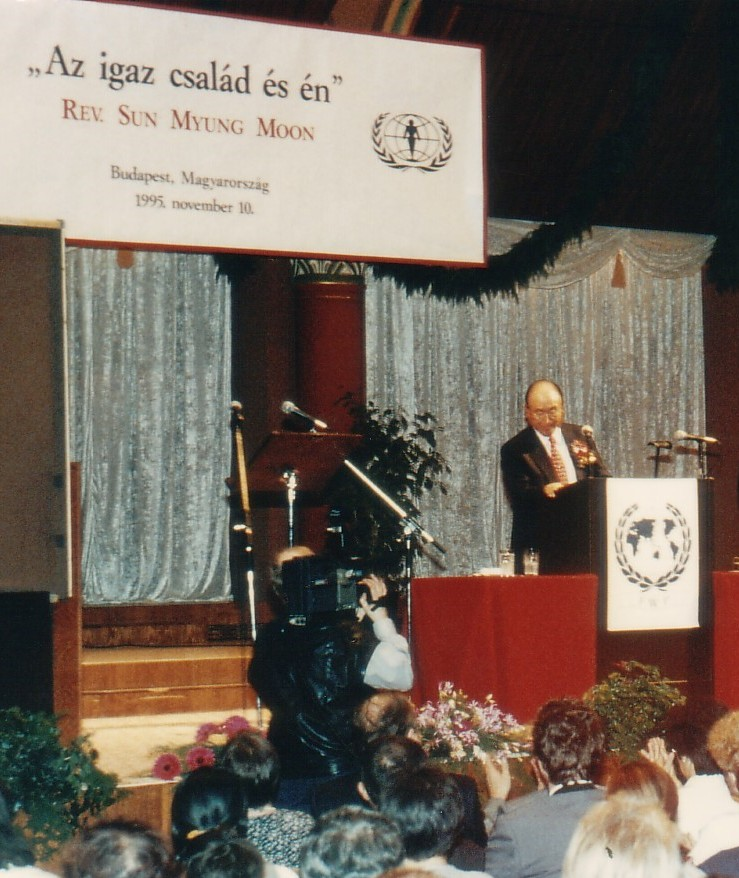
Mun Szonmjong Budapesten, 1995. november 10-én beszédet tart a Pesti Vigadóban

Munt 15 éves korában kérte fel arra Jézus, hogy folytassa az Ő misszióját. Az Isteni Alapelv vagy az Isteni Alapelv kifejtése (hangul: 원리강론, Wolli Kangron) a legfőbb teológiai kézikönyve az Egyesítő Mozgalomnak. Koreában 1966-ban jelent meg végső formájában, 1973-ban készült el az első, és 1996-ban az legutolsó hivatalos angol kiadás. Rendszerbe foglalt teológiáját 3 fő részre lehet választani: 1. A Teremtés Elvei – amiben Isten természetét, Teremtésének okát, az emberi élet célját és annak gyakorlati megvalósítását írja le. 2. A bűnbeesés – ahol Sátán eredetét, indítékát, az ember bukásának folyamatát és következményeit részletezi. 3. A Helyreállítás – részben pedig Isten és az ember együttes megváltó munkáját írja le. Az Isteni Alapelv a Biblia jelképeit, szimbólumait értelmezi.
Az Isteni Alapelv szerint Isten megteremtette Ádámot és Évát azzal a céllal, hogy együtt legyenek boldogok a szeretet-kapcsolatban. Amint elérte volna a tökéletességet(szívbeli érettséget) az első emberpár, Isten megáldotta volna őket, mint férj és feleség, hogy azután a szereteturalmuk az egész világra tovább öröklődjön. Ezáltal a 3 Nagy Áldást(Ter.1:28) beteljesítették volna, úgymint az egyéni érettséget, a házastársi, családi tökéletességet és a "Teremtett világ" feletti uralkodási jogot a szeretettel a középpontban. Azonban Lucifer, akit Isten Arkangyalként, mint segítőként teremtett, féltékenységből elcsábította Évát és egy törvénytelen szellemi szintű nemi kapcsolatot létesített vele, aki azután ezt az átörökölt éretlen szeretetet egy idő előtti valóságos nemi kapcsolattal továbbadta Ádámnak. Ennek az Isten tervétől teljesen ellentétes cselekedet következménye lett az eredendő bűn és a bűnös természet. Az Isteni Alapelv szerint a bűnbeesés tehát Isten esszenciájával, a szeretettel való teljes visszaélés. A történelem folyamata pedig Isten, a központi(kiválasztott) személyek és nemzetek küzdelme az ideális személy, ideális család és a Mennyország felépítéséért, ezáltal vetve véget Isten és az emberiség máig tartó szenvedésének. Jézus, Messiásként elsősorban ezzel a céllal jött el, hogy megházasodjon és egy ideális családot felépítve mintaként álljon az emberiség előtt, akik követik őt, és eltörölje az Eredendő Bűnt. Azonban az Isteni Alapelv szerint részben Keresztelő János hitének elvesztése miatt Jézust nem fogadta el az akkori zsidóság és egy másodlagos megváltói útra, a kereszthalálra kényszerült. Fejezetek foglalkoznak még pl. az Utolsó Napokkal, a Krisztológiával, a Feltámadással és a Predesztináció kérdéseivel is. Továbbiakban az Ábrahámtól Jézusig terjedő időszakot állítja párhuzamba Jézustól napjainkig, amiben a számítások a Második Eljövetel Urának születését 1917 és 1930 közé teszik. Az Egyesítő Mozgalom tagjai régóta hiszik, hogy Mun Szonmjong a visszatért Krisztus, de hivatalosan 1992-ben jelentették ezt be, és azt is, hogy feleségével Han Hakcsával az "Igaz Szülők".

## Magyarországon

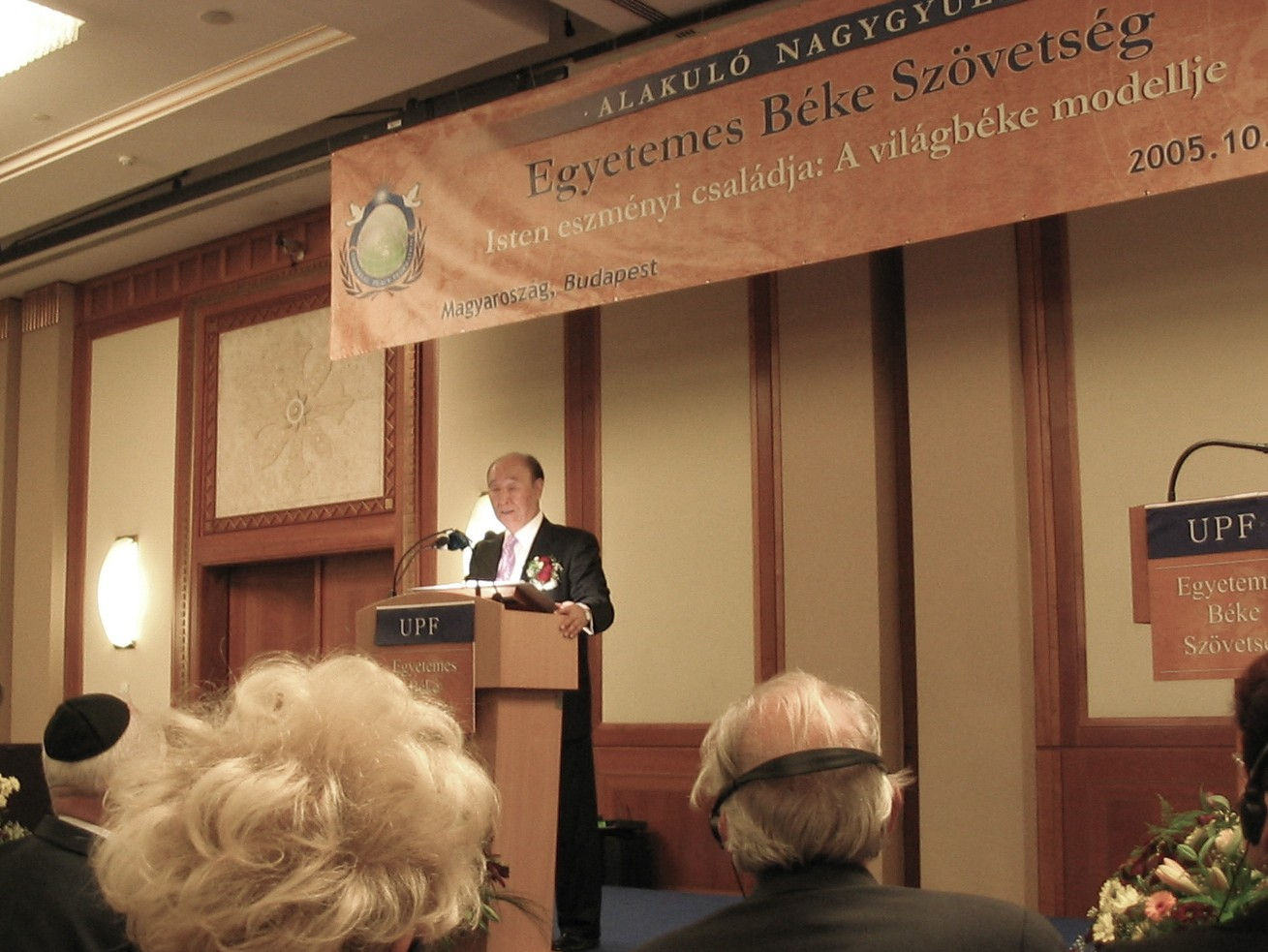
Mun Szonmjong Budapesten, 2005. október 28-án beszédet tart az EBSZ alakuló nagygyűlésén

Mun Szonmjong kétszer járt Magyarországon. Először 1995 november 10-én "Az igaz család és én" címmel beszélt Budapesten, a Pesti Vigadó nagytermében, majd 2005-ben a Hilton Hotelben mondott beszédet “Isten eszményi családja: a világbéke modellje” címmel az Egyetemes Béke Szövetsége megalapításának alkalmából, egy 100 várost magába foglaló világkörüli beszédkörút keretében.

### Magyarul megjelent művei
- Sun Myung Moon: Isten eszményi családja: a békés, eszményi világ királysága / Hak Ja Han Moon: Isten eszményi családja, nemzete és a béke királysága / Sun Myung Moon: Igaz birtokosok a béke és az egység királyságának megteremtésében a mennyben és a Földön; Békeház, Bp., 2006
- Békeszerető világpolgárként; ford. Kósa Dávid; Egyesítő Egyház, Bp., 2010

## Gyermekei
Első házasságából, Cshö Szonggiltól egy fia született
- Mun Szongdzsin (hangul: 문성진, RR: Moon Seong Jin?) (1946. április 16. – )

Második házasságából, Han Hakcsától született gyermekei
- Mun Jedzsin (hangul: 문예진, RR: Moon Ye Jin?) (1961. január 27. – )
- Mun Hjodzsin (hangul: 문효진, RR: Moon Hyo Jin?) (1962. december 29. – 2008.)
- Mun Indzsin (hangul: 문인진, RR: Moon In Jin?) (1965. augusztus 14. – )
- Mun Hungdzsin (hangul: 문흥진, RR: Moon Heung Jin?) (1966. december 4. – 1984. január 2.)
- Mun Undzsin (hangul: 문은진, RR: Moon Un Jin?) (1967. december 14. – )
- Mun Hjondzsin (hangul: 문현진, RR: Moon Hyun Jin?) (1969. május 25. – ), Amerikában Hyun Jin "Preston" Moon
- Mun Kukdzsin (hangul: 문국진, RR: Moon Kook Jin?) (1970. július 17. – ), Amerikában Kook Jin "Justin" Moon
- Mun Gvondzsin (hangul: 문권진, RR: Moon Kwon Jin?) (1975. március 2. – )
- Mun Szondzsin (hangul: 문선진, RR: Moon Sun Jin?) (1976. július 11. – )
- Mun Jongdzsin (hangul: 문영진, RR: Moon Young Jin?) (1978. június 22. – 1999.)
- Mun Hjongdzsin (hangul: 문형진, RR: Moon Hyung Jin?) (1979. szeptember 26. – ), Amerikában Hyung Jin "Sean" Moon
- Mun Jondzsin (hangul: 문연진, RR: Moon Yeon Jin?) (1981. február 7. – )
- Mun Csongdzsin (hangul: 문정진, RR: Moon Jeung Jin?) (1982. június 14. – )